# Anirban Lahiri

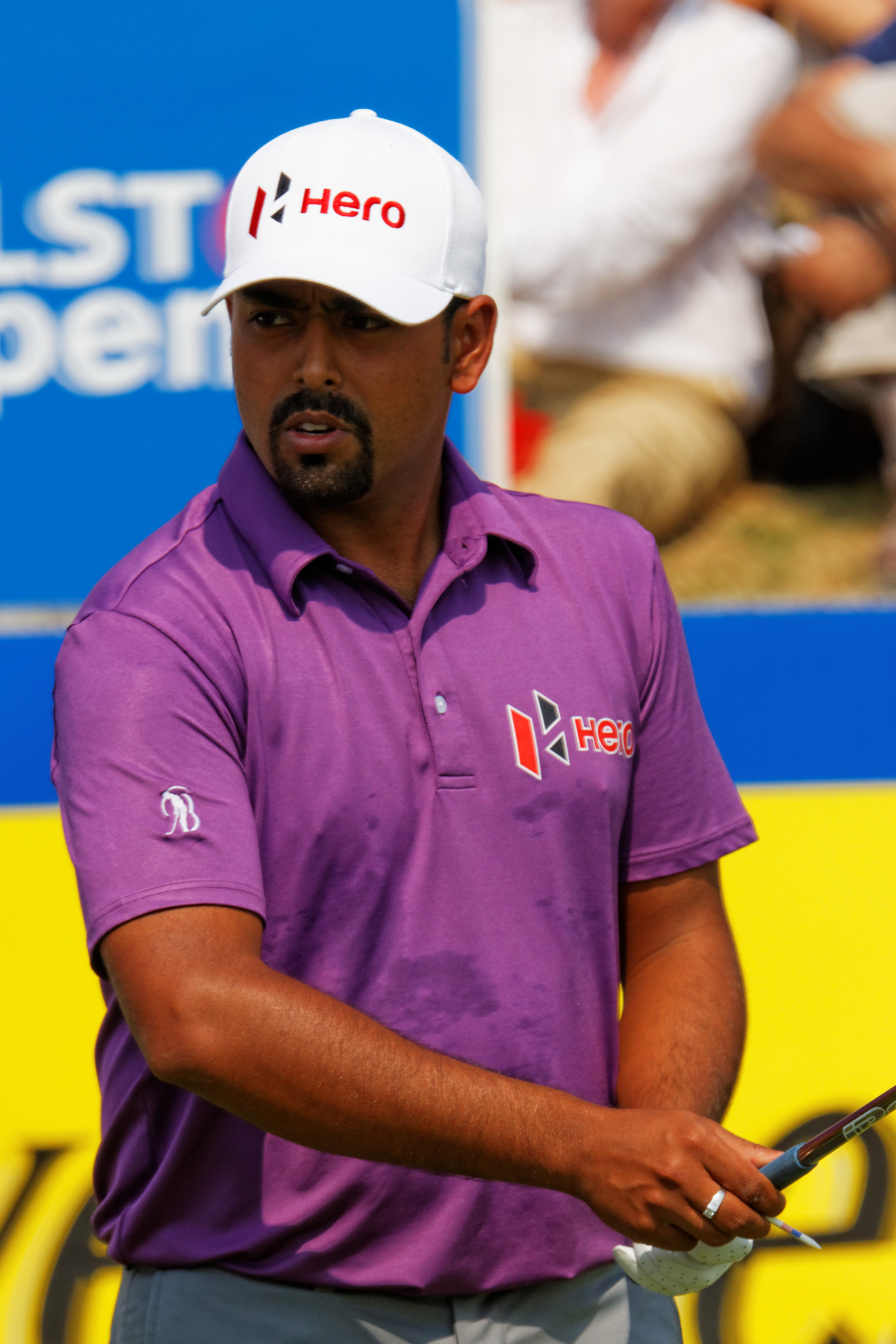
Anirban Lahiri, 2015.

Anirban Lahiri, född 29 juni 1987 i Pune, är en indisk professionell golfspelare som spelar för Liv Golf. Han har tidigare spelat bland annat på PGA Tour, PGA European Tour, Asian Tour och Professional Golf Tour of India (PGTI).
Lahiri har vunnit två European-vinster, fem Asian-vinster och elva PGTI-vinster. Hans bästa resultat i majortävlingar är en delad femte plats vid 2015 års PGA Championship. Utöver det slutade Lahiri även på en andra plats vid 2022 års The Players Championship. Hans bästa resultat för Liv Golf, är en delad andra plats efter utslagsrunda mellan honom, Joaquín Niemann och vinnaren Dustin Johnson vid Liv Golf Invitational Boston i Liv Golf Invitational Series 2022. Den delade andra platsen gav honom 1 812 000 amerikanska dollar. Lahiris lag Crushers, tillsammans med Paul Casey, Bryson DeChambeau och Charles Howell III, kom tvåa i lagtävlingen och samtliga kunde inkassera ytterligare 375 000 dollar vardera utöver sina individuella prispengar.
Han deltog också vid 2015 och 2017 års Presidents Cup. Lahiri var även med och tävla för Indien vid de olympiska sommarspelen 2016 och olympiska sommarspelen 2020.